# モノクロ少年少女
『モノクロ少年少女』（モノクロしょうねんしょうじょ）は、福山リョウコによる日本の漫画作品。『花とゆめ』（白泉社）にて2008年17号に読み切りとして発表され、その後同誌2009年7号から連載に移行した。人間の形をした動物たちが通う高校に転入した少女、巳待呉羽の学園生活を描いた作品。

## あらすじ
「学費・寮費・全額免除で先着1名入学可」というチラシに釣られ、常人には入学不可能の私立毛保乃高等学校（しりつけだものこうとうがっこう、通称：ケダ高）に入学した巳待呉羽。ところがこの学校はケモノの国の子女が集う学校で、食欲抑制学を学ぶために3年に一度「ウサギ」と呼ばれる人間を入学させるのだという。成績トップ3のオオカミ国第6王女・蝶々、トラ国第2王子・茅、クロヒョウ国第4王子・右京に囲まれて、呉羽の高校生活が始まった。
更に呉羽が生徒会長（通称：キング）、右京達も副会長にそれぞれ就任することとなる。

## 登場人物

### 主要人物
巳待 呉羽（みまち くれは）
主人公。
7月7日生まれ。かに座、O型。身長155cm。好物はカレーパン。
幼い頃に両親を事故で亡くし、親戚を転々としながら施設に身を寄せていた人間の少女。
施設の閉鎖に伴い、諸経費無料のチラシに釣られてケモノの国の子女が集う「私立毛保乃高等学校」に、(人間であることを伏せて)ウサギ国第32王女として転入。
以降、取り外し可能なウサギの耳と尾を付けて生活するが、これがないと人間の匂いが他の生徒に気付かれ、喰われてしまうので外す事は出来ない。
小柄だが豊満なバストの持ち主でカナヅチ。
ある出来事においてポイントを多数獲得した結果、生徒会長＝キングに就任した。
右京（うきょう）
クロヒョウ国の第4王子。
11月20日生まれ。さそり座。身長179cm。好物は梅干し。
茅、蝶々と共に呉羽を他の動物たちから守る役割を任されているにもかかわらず、彼女を「ダメウサギ」・「チビブス」と罵倒していびる。また、自分以外の動物を常に見下している。呉羽を好きになる。
尻尾が弱く、握られると力が抜ける。水が大嫌いだがカナヅチではない。
獲得ポイント数が次点であったため、生徒会副会長に就任。
クロヒョウ国の王族としての正統な血筋を持っておらず、もともとは国の西の町で養父と暮らしてた所を、兄王子3人が不治の病・王に似ているという理由で、世継ぎにと引き取られた。しかしその後、長兄の黄苑の病が治った事で周囲から孤立、黄苑によってケダ高に押し込まれた。
茅（ちがや）
トラ国の第2王子。
6月16日生まれ。ふたご座。身長180cm。好物は黒こしょうせんべい
非常に軽薄な性格に加えて、腹黒い一面も併せ持つ。
右京・蝶々とは小学校からの幼馴染みで、「うっきょん」・「蝶ちゃん」と呼ぶ。
校内に彼女が27人いる(ドラマCDでは31人に増えている。)。呉羽が好き。
獲得ポイント数が次点であったため、生徒会副会長に就任。
右京から伊織を奪おうと黄苑へ差し出した事により、伊織の身の安全と引き換えに黄苑と通じていたが、呉羽と接するうちに決別を決意、自分自身と向き合うようになる。
蝶々（ちょうちょう）
オオカミ国の第6王女。
4月11日生まれ。おひつじ座。身長166cm。好物はひきわり納豆。
美貌の持ち主でナルシストだが周囲への気遣いには長けている。
耳の形はオオカミ（イヌ）に近く、フサフサの尻尾をしている。
初登場時にスリーサイズを88・58・88と言っているが、実はAカップだと呉羽にバレてしまった。
右京に密かな好意を抱いている。
獲得ポイント数が次点であったため、生徒会副会長に就任。

### ケダ高
上総（かずさ）
キツネ国出身。呉羽達のクラスの担任。
10月30日生まれ。さそり座。身長185cm。好物は干し柿。
競馬が趣味でキツネの耳と尾をしている。
六折（むつおれ）
スカンク国出身。生徒会顧問。
人の話に耳を貸そうとしない性格。関西弁で話す。
黒蘭（こくらん）
ハイエナ国の第1王子。生徒会補佐。
1月1日生まれ。やぎ座。身長168cm。好物は塩大福。
呉羽からは信頼されているが、密かに黄苑と通じている。

### その他
黄苑（きおん）
クロヒョウ国の第1王子。
8月23日生まれ。しし座。身長182cm。好物はじゃがバター。
世継ぎ候補の王子で、自分の居場所を奪った右京を憎み、「第4」・「オモチャ」と呼んで彼の名前を奪い、周囲の部下にも「第4王子」と呼ばせている。他にも右京の大事なものを全て奪ってきた。
性格は単純かつナルシストである為、周囲からは密かに世継ぎに相応しいのは右京王子ではと思われている。そして呉羽にはバカ王子と呼ばれている。
昔の病気の影響により左目に眼帯を常用している。
伊織（いおり）
右京たちが中等部の頃に「ウサギ」だった少女。
かつて茅から好意を寄せられていたが、右京を好きになり右京もその想いを受け取った事で、茅から黄苑へ引き渡されてしまった。
今は自らの意思で黄苑の側に留まっている。
姫菱（ひめびし）
元ライオン国第8王子。
8月5日生まれ。しし座。O型。身長187cm。好物はかりんとう。
ケダ高のトップ卒業生で今は人間界で高校教諭をしている。
チャラい外見をした関西弁の青年。
高等部1年の最下位から怒濤の勢いで上り詰めてトップを獲った、「伝説の獅子」。
上総とは同級生だった模様。

## 用語
私立毛保乃高等学校（しりつけだものこうとうがっこう）
人間との共存を目指し、食欲抑制学を学ぶためにケモノの国の子女たちが通う全寮制の私立学校。
多種多様なケモノが在籍しており、寮内には行き先を言うとそれぞれの故国に繋がる窓が存在する。
その年のトップ卒業生には、人間になれる「ギフト」が用意されており、生徒たちはこれを目指している。
ポイント制
同校では生徒の個々の成績・素行などに基づいてポイントを算定する制度が敷かれており、累積ポイントの多寡によって以下の生徒会の役員が選出される。
生徒会（せいとかい）
上述のポイント制に基づき、最多ポイント数の獲得者が生徒会長、次点の者が副会長にそれぞれ任命される。

## 書誌情報
福山リョウコ 『モノクロ少年少女』 白泉社 〈花とゆめCOMICS〉 全12巻
1. 2009年8月19日 第1刷発売 ISBN 978-4-592-19011-0
2. 2009年12月18日 第1刷発売 ISBN 978-4-592-19012-7
3. 2010年4月19日 第1刷発売 ISBN 978-4-592-19013-4
4. 2010年8月19日 第1刷発売 ISBN 978-4-592-19014-1
5. 2010年12月17日 第1刷発売 ISBN 978-4-592-19015-8
6. 2011年4月19日 第1刷発売 ISBN 978-4-592-19016-5
7. 2011年8月19日 第1刷発売 ISBN 978-4-592-19017-2
8. 2011年11月18日 第1刷発売 ISBN 978-4-592-19018-9
9. 2012年3月19日 第1刷発売 ISBN 978-4-592-19019-6
10. 2012年7月20日 第1刷発売 ISBN 978-4-592-19020-2
11. 2012年11月20日 第1刷発売 ISBN 978-4-592-19631-0
12. 2012年12月20日 第1刷発売 ISBN 978-4-592-19632-7

## ドラマCD
『CUTE3ヒロイン♥ドラマCD』
2010年1月、『花とゆめ』4号に付録として添付された非売品。
配役
巳待呉羽 - 釘宮理恵
右京 - 神谷浩史
茅 - 櫻井孝宏
蝶々 - 浅野真澄
黄苑 - 谷山紀章